# Onthophagus padrinoi
Onthophagus padrinoi là một loài bọ cánh cứng trong họ Bọ hung (Scarabaeidae).